# 오바타료쿠치역
오바타료쿠치역(일본어: 小幡緑地駅, おばたりょくちえき)은 일본 아이치현 나고야시 모리야마구에 소재하는 나고야 가이드웨이 버스의 역이다. 역 번호는 Y09이다.

## 역 구조
상대식 승강장 2면 2선의 고가역이다. 화장실은 역사 1층에 있고 엘리베이터가 있다.
이 역의 동쪽에 모드 나들목이 있다, 전용 궤도(고가)와 일반 도로(평면)가 접속된다. 오조네역에서 오바타료쿠치 역 구간에 서는 버스는 모드 나들목을 나섰다가 되돌아오고 오조네 역 방면으로 되돌아간다.

## 역 주변
- 모리야마 스포츠 센터
- 오바타 녹지(본원)
- 나고야 시립 오바타키타 초등학교
- 나고야 가이드웨이 버스 본사 관리 센터
- 류센지 절
- 나고야 시영 버스 오바타료쿠치 버스 정류장(모리야마 11・모리야마 순회에 환승 가능)
- 아이치 현도 15호 나고야타지미 선
- 아이치 현도 202호 모리야마니시 선

## 역사
- 2001년 3월 23일: 영업 개시.

## 인접역
| 나고야 가이드웨이 버스 ■ 가이드웨이 버스 시다미 선 | 나고야 가이드웨이 버스 ■ 가이드웨이 버스 시다미 선 | 나고야 가이드웨이 버스 ■ 가이드웨이 버스 시다미 선 |
| -------------------------------------------------- | -------------------------------------------------- | -------------------------------------------------- |
| Y08 시라사와케이코쿠 오조네 방면                   |                                                    | (- 류센지구치 버스 정류장) 고조지 방면             |